# Бихаћка пивовара
Бихаћка пивовара је пивара из Бихаћа основана 1990. године, која се бави производњом пива (Preminger, Unski biser, Magnum и Preminger Radler), флаширањем воде из извора Липа вода у близини Бихаћа, као и прављење сокова и ледених чајева.
Бихаћка пивовара има поседује капацитет 250.000 хектролитара за производњу пива.
Средином јула 2024. је Стајнић група откупила 50% акција Бихаћке пивоваре од породице Ибрахампашић, са идејом да откупе и остатак акција. Стајнић група има у плану проширење производње газираних и негазираних сокова у Бихаћкој пивовари.
Током 2023 и 2024 године, Бихаћка пивовара је имала велике губитке (око 1,6 милиона марака 2023. године и око 1,7 милиона марака 2024. године).